# Campeonato de América del Sur de la clase Snipe
El Campeonato de América del Sur de la clase Snipe, también conocido como Sudamericano de Snipe, es una competición de vela para embarcaciones de la clase internacional snipe. Se celebra anualmente, y se disputó por primera vez en 1975.
El trofeo que se entrega actualmente fue donado por SCIRA del Paraguay en 1979 y lleva la inscripción "Copa Challenger Manolo Otazu". Para que el campeonato sea válido, han de disputarse al menos 3 mangas. Deben programarse entre 9 y 11 mangas, dependiendo de las condiciones locales, y solo se pueden disputar un máximo de 3 mangas al día.

## Palmarés
| Año   | Sede                          | Patrón                           | Tripulante               | Flota                         |
| 1975  | Yacht Club de Chile           | Paulo Renato Paradeda            | Marcos Grossner          | Clube dos Jangadeiros         |
| 1979  | Yacht Club Ypacaraí           | Pedro Sisti                      | Miguel Costa             | Club Náutico San Isidro       |
| 1980  | Club Náutico San Isidro       | Ivan Pimentel                    | José Barcellos Díaz      | Iate Clube do Rio de Janeiro  |
| 1981^ | Yacht Club Punta del Este     | Augie Diaz                       | Gonzalo Diaz             | Coconut Grove Sailing Club    |
| 1982  | Yacht Club Uruguayo           | Julio Labandeira                 | Sergio Ripoll            | Yacht Club Olivos             |
| 1983  | Yacht Club Ypacaraí           | Ivan Pimentel                    | Marcelo Maia             | Iate Clube do Rio de Janeiro  |
| 1984  | Veleiros do Sul               | Carlos Alberto Wanderley, Junior | Jean Pierre Zarouk       | Yacht Club Santo Amaro        |
| 1985  | Yacht Club Punta del Este     | Santiago Lange                   | Miguel Saubidet          | Yacht Club Argentino          |
| 1986  | Club Náutico Córdoba          | Julio Labandeira                 | Arrian Pis               | Yacht Club Olivos             |
| 1987  | Yacht Club Ypacaraí           | Hilton Piccolo                   | Ralph Hennig             | Clube dos Jangadeiros         |
| 1988  | Iate Clube de Santa Catarina  | Marcelo Gusmão Reitz             | Alexandre Takase         | Iate Clube de Santa Catarina  |
| 1989  | Yacht Club Uruguayo           | John MacCall                     | G. Ramirez               | Club Náutico Olivos           |
| 1990  | Yacht Club Olivos             | Horacio Carabelli                | Luis Chiaparro           | Yacht Club Uruguayo           |
| 1991  | Clube dos Jangadeiros         | George Nehm                      | Henrique Bergallo        | Clube dos Jangadeiros         |
| 1992  | Yacht Club Punta del Este     | Marco Aurélio Paradeda           | Alexandre Dias Paradeda  | Clube dos Jangadeiros         |
| 1993  | Club De Veleros Barlovento    | Ricardo Fabini                   | Ivan Guicheff            | Yacht Club Uruguayo           |
| 1994  | Club Náutico San Bernardino   | Ricardo Paradeda                 | Eduardo Paradeda         | Clube dos Jangadeiros         |
| 1995  | Veleiros do Sul               | Alexandre Dias Paradeda          | Flávio Só Fernandes      | Clube dos Jangadeiros         |
| 1996  | Yacht Club Uruguayo           | Ricardo Fabini                   | Ignacio Saralegui        | Yacht Club Uruguayo           |
| 1997  | Club Náutico Córdoba          | Cristian Noé                     | Nicolás Méndez           | Club de Velas de Rosario      |
| 1998  | Yacht Club Punta del Este     | Ricardo Fabini                   | Ignacio Saralegui        | Yacht Club Uruguayo           |
| 1999  | Club de Yates Algarrobo       | Cristian Noé                     | Diego Rudoy              | Club de Velas de Rosario      |
| 2000  | Iate Clube do Rio de Janeiro  | Bruno Bethlem de Amorim          | Maxim Wengert            | Iate Clube do Rio de Janeiro  |
| 2001  | Tucumán Yacht Club            | Cristian Noé                     | Alejandro Noé            | Club de Velas de Rosario      |
| 2002  | Club Náutico San Bernardino   | Santiago Silveira                | Nicolás Shabán           | Yacht Club Punta del Este     |
| 2003  | Yacht Club Punta del Este     | Santiago Silveira                | Nicolás Shabán           | Yacht Club Punta del Este     |
| 2004  | Clube dos Jangadeiros         | Santiago Silveira                | Diego Stafani            | Yacht Club Punta del Este     |
| 2005  | Club de Yates Algarrobo       | Santiago Silveira                | Diego Stafani            | Yacht Club Punta del Este     |
| 2006  | Club Náutico Córdoba          | Adrián Marcatelli                | Francisco Bonaventura    | Club de Regatas San Nicolás   |
| 2007  | Yacht Club Punta del Este     | Carlos Henrique Wanderley        | Eduardo Chaves           | Yacht Club Santo Amaro        |
| 2008  | Iate Clube de Santa Catarina  | Carlos Henrique Wanderley        | Richard Zietemann        | Yacht Club Santo Amaro        |
| 2009  | Yacht Club Olivos             | Alexandre Dias Paradeda          | Gabriel Kieling          | Clube dos Jangadeiros         |
| 2010  | Club de Yates Algarrobo       | Rafael Gagliotti                 | Henrique Wisniewski      | Iate Clube de Santos          |
| 2011  | Club Náutico Córdoba          | Rafael Gagliotti                 | Henrique Wisniewski      | Iate Clube de Santos          |
| 2012  | Manta Yacht Club              | Alexandre Tinoco do Amaral       | Gabriel Portilho Borges  | Clube de Regatas Guanabara    |
| 2013  | Yacht Club Uruguayo           | Mário Tinoco do Amaral           | Alexandre Muto           | Clube de Regatas Guanabara    |
| 2014  | Clube dos Jangadeiros         | Alexandre Dias Paradeda          | Gabriel Kieling          | Clube dos Jangadeiros         |
| 2015  | Club Náutico Mar del Plata    | Luis Soubié                      | Diego Lipszyc            | Yacht Club Olivos             |
| 2016  | Iate Clube do Espírito Santo  | Rafael Martins                   | Juliana Duque            | Yacht Clube da Bahía          |
| 2017  | Club Náutico San Isidro       | Luis Soubié                      | Diego Lipszyc            | Yacht Club Olivos             |
| 2018  | Clube dos Jangadeiros         | Bruno Bethlem de Amorim          | Rodrigo Lins             | Iate Clube do Rio de Janeiro  |
| 2019  | Cofradía Náutica del Pacífico | Matías Seguel                    | María Jesús Seguel       | Cofradía Náutica del Pacífico |
| 2022  | Yacht Club Olivos             | Luis Soubié                      | Diego Lipszyc            | Yacht Club Olivos             |
| 2023^ | Yacht Club Uruguayo           | Raúl Ríos                        | Juan Cruz Garcia Quiroga | Club Náutico de San Juan      |
| 2024  | Veleros del Sur               | Julio Alsogaray                  | Malena Sciarra           | Club Náutico San Pedro        |
| 2025  | Club de Yates Caldera         | Augie Díaz                       | Madeline Baldridge       | Club de Vela de Coconut Grove |

- ^En 1981, 2023 y 2025 el barco ganador no era de América del Sur, lo cual es lícito ya que se trata de una regata abierta a barcos de cualquier nacionalidad.
- ^^En 2020 y 2021 se canceló debido a la pandemia de COVID-19.